# Floatglas
Floatglas (dansk: flydende glas) er en fremstillingsproces af planglas af kalk-soda-silikatglas. Udviklet af
 Pilkington Brothers i 1959 og bliver anvendt som en beskrivelse af glas lavet med denne proces.
Floatglas kan hærdes og lamineres. Glasset kan også påføres metalbelægninger eller andet, der f.eks. kan have solafskærmende virkning.
I dag produceres ca. 90 % af den vestlige verdens planglas i floatglasanlæg.

## Proces
Glasmassen (ca. 1500 °C) flyder ud over et bad af flydende tin (ca. 1100 °C). Glasset opnår derved en ensartet tykkelse, blank overflade og fremstår fri for optiske forvrængninger. Glasmassen tilsættes forskellige metaloxider, når der fremstilles gennemfarvet glas.
Afkølingen fortsætter i en lang “kølekanal” under nøje kontrollerede forhold, så der ikke opstår uønskede spændinger i glasset. Glasset skæres herefter i passende størrelser.